# Santa Maria de Malanyanes
Santa Maria de Malanyanes és una església romànica de Santa Agnès de Malanyanes, població del municipi de la Roca del Vallès. Està protegida com a bé cultural d'interès local.

## Descripció
És una capella de planta rectangular de nau única, coberta amb volta de maó i travessada per dues bigues, fruit de la reconstrucció de la capella. Al mur hi ha restes de l'antic arc triomfal. El portal és de mig punt amb muntants i dovelles de pedra; sota de l'arrebossat es va trobar l'antic arc tapiat. El campanar és d'espadanya. Al mur de migdia hi ha quatre contraforts de diferents mides i dues finestres espitllerades i esqueixades.

## Història
Es desconeixen els orígens de la construcció. La notícia documental més antiga que es coneix és de l'any 1080. Baulies i Sales pensen que és anterior a l'any 1000, però és difícil de precisar-ho amb exactitud. La portada actual és del segle xiii. L'any 1974 va començar la restauració que va afectar la coberta i el campanar, se'n va treure l'arrebossat i es va deixar la pedra engaltada vista.